# Nontroniet
Het mineraal nontroniet is een natrium-ijzer-aluminium-fyllosilicaat, een verbinding van silicaationen met natrium, ijzer, aluminium en twee hydroxylgroepen met molecuulformule Na0.3Fe3+2Si3AlO10(OH)2·4(H2O). Het is een fyllosilicaat, het hoort binnen de kleimineralen tot de smectiet-groep en is gehydrateerd. Het mineraal is naar de typelocatie Nontrone in de Dordogne in Frankrijk genoemd, waar het voor het eerst is beschreven. Het is bruin- tot olijfgroen of groengeel, heeft een doffe glans en een witte streepkleur. Het heeft een monoklien kristalstelsel en de splijting is perfect volgens kristalvlak [001]. De massadichtheid is 2,3 kg/l, de hardheid is 1,5 tot 2 en nontroniet is niet radioactief. Het is een kleimineraal en komt in schalies voor. 